# گولبیتسه
گولبیتسه (به لاتین: Golbice) یک روستا در لهستان است که در گمینا گرابوو واقع شده‌است. گولبیتسه ۱۶۰ نفر جمعیت دارد.